# توتک (گیاه)
توتک یا گرز یا لوئی (نام علمی: Typha latifolia) نام یک گونه از سرده لوئی است.